# Савицкий, Игорь Витальевич
И́горь Вита́льевич Сави́цкий (4 августа 1915, Киев — 27 июля 1984) — советский художник, реставратор, этнограф, искусствовед, Заслуженный деятель искусств Узбекской ССР (1964), народный художник Каракалпакстана, создатель и первый директор Музея искусств в Нукусе («среднеазиатский Третьяков»), один из последних подвижников русской культуры в Средней Азии.

## Биография
Родился в Киеве в 4 августа 1915 года, в семье юриста. Его отец имел польские и еврейские корни (дед родился в польской семье, бабушка в еврейской). Его дед по линии матери — Тимофей Дмитриевич Флоринский был известным русским славистом, профессором Киевского университета, членом-корреспондентом Российской Академии Наук, автором многих исследований, создавшим свою научную школу.
В детстве Игорь Савицкий получил хорошее образование, свободно говорил по-французски, так как в семье была гувернантка-француженка. Родители Игоря часто бывали за границей, в Европе, были в курсе всех новостей культурной жизни Франции, Австрии, Германии и с детства привили отличный художественный вкус детям.
После революции в 1920 году Игорь Савицкий с родителями переехал на жительство в Москву, здесь он увлекся рисованием. Во время учёбы в фабрично-заводском училище завода «Серп и молот», где получил специальность электроустановщика, он брал частные уроки рисования у московских художников Р. Мазеля и Е. Сахновской.
С 1934 года Игорь Савицкий стал учиться на графическом отделении Московского Полиграфического института, а затем продолжил учёбу в Московском художественном училище памяти 1905 года. В 1938—1941 году он учился в Институте повышения квалификации художников в мастерской Льва Крамаренко, с которым совершал поездки на этюды в Крым и на Кавказ.
В 1941 году он поступил на учёбу в Московский государственный художественный Институт им. Сурикова. Из-за болезни он не был призван в армию, и с 1942 года по 1944 год находился в эвакуации вместе со своим институтом в Самарканде. Здесь он впервые ознакомился со своеобразной и интересной культурой народов Средней Азии, а также познакомился с такими выдающимися художниками, как Роберт Фальк и Константин Истомин, брал уроки живописи у Николая Ульянова.
В декабре 1946 году Игорь Витальевич окончил графический факультет Института им. Сурикова по специальности «офорт» (диплом от 3.XII.1946).
В 1950 году по приглашению Т. А. Жданко он приехал в Среднюю Азию, в Каракалпакию для работы в составе Хорезмской археолого-этнографической экспедиции АН СССР, руководимой Сергеем Павловичем Толстовым, где под руководством Т. А. Жданко изучал и коллекционировал предметы каракалпакского народно-прикладного искусства.
В годы работы в экспедиции, помимо прямых обязанностей художника, Савицкий участвовал в поездках по аулам Каракалпакии с целью сбора образцов народно-прикладного искусства. Эта деятельность захватила его настолько, что он в дальнейшем начал серьёзно интересоваться до этого малоизвестным искусством каракалпаков — малого народа, живущего среди пустынь, в низовьях Амударьи.
В 1950 году Игорь Витальевич окончательно переехал на жительство в Каракалпакию, посвятив себя археологическим исследованиям и этнографии каракалпаков. Позже увлекся и коллекционированием произведений современного искусства, впоследствии эта коллекция стала основой художественного музея, созданного им в Нукусе. По словам людей, хорошо с ним знакомым, он был поистине гениальным собирателем, за что «с легкой руки каракалпаков, извечных шутников и балагуров, прослыл „старьёвщиком“, причем народ вкладывал в это прозвище скорее положительный, нежели отрицательный смысл».
С 1956 года стал работать научным сотрудником в Отделе прикладного искусства (Лаборатории прикладного искусства) Каракалпакского научно-исследовательского института экономики и культуры, с 1957 года получившего название — Комплексный научно-исследовательский институт. С 1959 года И. В. Савицкий работал в Институте истории, языка и литературы Каракалпакского филиала АН Узбекистана, а позднее — в Каракалпакском историко-краеведческом музее.
27 июля 1984 года И. В. Савицкий после продолжительной болезни умер в больнице в Москве. Московские друзья, художники, искусствоведы прощались с ним в Государственном Музее искусств народов Востока.
Похоронен Игорь Витальевич Савицкий на русском кладбище в Нукусе, где на его могиле установлен памятник: «Гениальному спасителю красоты — от благодарных потомков». Но лучшим памятником ему стал созданный им музей в Нукусе.

### Краткая хронология
- 1920-е годы — переезд семьи в Москву.
- 1934 — учёба на графическом отделении Полиграфического института, затем в Художественном училище имени 1905 года.
- 1938—1941 — учёба в Институте повышения квалификации художников в мастерской Льва Крамаренко, с которым совершает поездки на этюды в Крым, на Кавказ.
- 1941—1946 — студент Московского государственного художественного Института им. Сурикова.
- 1942—1944 — эвакуация в Самарканд вместе с Институтом им. Сурикова; знакомство и общение с Робертом Фальком, Константином Истоминым, занятия у Николая Ульянова.
- 1946 — окончил графический факультет Института им. Сурикова, по специальности «офорт» (диплом от 3.XII.1946).
- 1950 — переезд в Каракалпакию в составе Хорезмской Археолого-Этнографической Экспедиции (по приглашению Т. А. Жданко).
- 1950—1956 — работает экспедиционным художником в ХАЭЭ под руководством Т. А. Жданко, изучает и собирает предметы народно-прикладного искусства каракалпаков.
- 1956 — работает научным сотрудником в Отделе прикладного искусства (Лаборатории прикладного искусства) Каракалпакского научно- исследовательского института экономики и культуры, с 1957 года — Комплексного научно-исследовательского института, с 1959 года — Института истории, языка и литературы Каракалпакского филиала АН Узбекистана; затем — в Каракалпакском историко-краеведческом музее.
- 1957—1966 — собирает образцы народно-прикладного искусства каракалпаков с организацией многочисленных экспедиций по районам ККАССР.
- 1963 — вышла единственная книга И. В. Савицкого «Народное прикладное искусство каракалпаков. Резьба по дереву».
- 1966, 5 февраля — открытие по инициативе И. В. Савицкого Государственного музея искусств Каракалпакской АССР в г. Нукусе и его назначение директором этого музея.
- 1968 — Лауреат республиканской премии им. Бердаха «За собирательскую деятельность уникальных произведений каракалпакского народного прикладного искусства и за книгу „Резьба по дереву“».
- 1966—1984 — организация художественных выставок из собрания Музея в Нукусе, Москве, Ташкенте, Ленинграде, Таллине, Алма-Ате, Казани, Уфе, Львове, Махачкале и др. Ежегодные экспедиции по сбору предметов народного искусства каракалпаков; сбор произведений живописи русских, советских, среднеазиатских художников-авангардистов.
- 1986 — Персональная выставка И. В. Савицкого (живопись, графика) в Государственном музее искусства народов Востока, Москва.

## Оценки его деятельности
В многообразной деятельности И. В. Савицкого можно обозначить по крайней мере шесть основных направлений: художник-живописец, собиратель предметов искусства, реставратор, искусствовед-исследователь традиционного искусства каракалпаков, создатель и администратор музея, воспитатель и Учитель.
Масштаб его деяний сопоставим с деятельностью таких фигур, как В. Ф. Войно-Ясенецкий, С. В. Стародубцев, В. А. Успенский, Е. Е. Романовская, А. Ф. Козловский, С. П. Толстов, И. А. Райкова и многими другими из тех, кто оказался в Средней Азии волею судеб или по зову сердца, и посвятил всю свою жизнь служению науке и культуре этого края. Именно стараниями этих людей создавались первые научные школы и закладывались новые культурные традиции ныне независимых стран бывшей советской Средней Азии, сохраняющие своё значение и в наши дни.
И. В. Савицкий принадлежит к третьему, послевоенному поколению подвижников с момента прихода русских в Среднюю Азию, то есть тогда, когда по разным причинам уже стали иссякать мотивы и движущие силы для альтруистской деятельности, когда стал отступать и мир «загадочного Востока», уходить в тень вместе со старой традиционной культурой и её обесценившимся предметным миром.
Жизненный выбор Савицкого, даже в сравнении с выбором людей культуры двадцатых-тридцатых годов XX в., кажется удивительным. Он отказался от блестящих перспектив карьеры в Москве, от материального достатка и удобств столичной жизни, и переехал жить в «богом забытый край» — Каракалпакию. В его творческой жизни прежде всего поражает стойкая убежденность в необходимости своей деятельности, вера в будущее значение производимой им работы. Без такого твердого убеждения едва ли был бы возможен повседневный подвижнический труд на далекой окраине огромной страны.
Савицкого как художника и искусствоведа навсегда покорило увиденное. Участница экспедиции М. И. Земская припоминает его слова: «Кто бы здесь ни жил… а художники здесь жили гениальные, — бормотал ошеломленный Савицкий…». Он пишет изумительные пейзажи земли, ставшей для него тем, чем была Полинезия для Гогена. Игорь Витальевич писал виды с древних крепостей. Над золотистыми песками высились сиреневые замки. «Я никогда не думал, что ваши пески так нежны и красивы». Он открыл для нас пепельно-серебристьй колорит земли каракалпакской.
Игорь Витальевич — «среднеазиатский Третьяков» — не мучился дилеммой между традиционным и современным, не разделял их в своей деятельности, как это нередко делалось в ту пору отечественным искусствоведением. Он собирал не только самое ценное в художественном отношении, но и все, что имело хоть какое-либо историко- культурное значение. Ситуация не оставляла времени на раздумья.

Будучи свидетелем происходящего в культурной политике со времен сталинизма, он не мог пройти мимо и игнорировать целый пласт погибающей русской культуры, практически никому не нужной в СССР в то время (1960-е годы, период «бульдозерных» выставок). Игорь Савицкий начинает вывозить из Москвы и других городов Союза сотни, тысячи, десятки тысяч работ забытых, заклейменных в формализме художников-изгоев в далекий от политических центров Нукус. Постоянно рискуя быть причисленным к разряду «врагов народа», Савицкий разыскивал объявленных вне закона художников или их наследников, приобретая по всей Стране Советов осужденные и отвергнутые режимом произведения. По словам М. М. Бабаназаровой, 
Савицкий разглашал далеко не всю информацию о художниках, чьи работы он собирал в музее. Ради спасения и сохранения их замечательных творений он не только избегал публикации некоторых данных, но и прибегал к определенного рода хитростям.
 Так, например, работы Михаила Шемякина оформлялись в музее как произведения «неизвестного художника». А в ситуации с Василием Лысенко Савицкий специально «упускал из списка существенных фактов имя художника» и не сообщал, что тот был политзаключённым.
Его целью было создать необычный музей, не повторять повсеместно распространенный принцип малых Третьяковок. В результате кредита доверия от местных властей, Савицкий за 10-15 лет собрал коллекцию музея.
В 1966 году Игорь Витальевич Савицкий открыл совершенно уникальный музей. Там ярким пламенем сверкали картины Волкова. Это новое искусство было названо авангардным.
Собранная им коллекция музея опровергает суждения соцреализма о теории искусства и возвращает к жизни художников школы поставангарда, чьи диссидентские работы были вызволены из подполья, изгнания, лагерей и забвения.
Благодаря усилиям лишь одной личности целая эпоха была спасена. Более 50 000 единиц пополнили коллекцию музея — произведения авангардного и поставангардного периода советского изобразительного искусства, ценнейший архивный материал (фотографии, документы, воспоминания художников).
Само появление Нукусского музея — загадка и парадокс истории. Зачем нужно было создавать музей (равно как и филиал Академии Наук, многие другие научные и культурные структуры) для народа численностью всего-то в пределах одного миллиона? Ныне, касаясь этого вопроса, нередко пишут о неких коварных «тайных замыслах» советской власти, ставке на пропаганду для зарубежного Востока, других идеологических расчетах. Возможно, эти моменты и существовали, но все же нельзя не видеть главного: в этом был один из парадоксов советской культурной политики. В ней отсутствовали материальный расчет, идея самоокупаемости и ставилась задача реального подъёма культуры у всех населяющих страну народов.
Музей Савицкого стал центром культурной жизни, куда потянулась интеллигенция Каракалпакии. Музеи и личность его создателя начали оказывать огромное влияние на развитие современной художественной культуры этого региона, на формирование каракалпакской творческой интеллигенции. Можно сказать, что на «нукусский период» жизни Савицкого пришлась эпоха расцвета каракалпакского искусства.
Он воспитывал первых каракалпакских художников. Он также хотел показать молодым каракалпакским художникам, по какому пути шли их предшественники в Москве и в Ташкенте в 1920-1930- е годы.
В первые же годы существования нукусское собрание получает известность. В 1968—1969 годах его коллекция показана в Москве, в Музее Востока. Затем было парадное шествие по городам СССР: Таллин. Львов, Ленинград, Алма-Ата, Уфа, Казань, Ташкент и др. Авторитет Савицкого вырос настолько, что с ним считаются и в Москве. Министерство культуры СССР начинает оказывать ему поддержку, оплачивая его приобретения. Перед ним открываются двери архивов художественных ценностей. В 1975 году Савицкому было предложено отобрать для его музея часть коллекции произведений искусства, переданные в дар Министерству культуры СССР вдовой Фернана Леже Надеждой Леже. И теперь коллекцию музея дополняют десятки великолепных копий экспонатов Лувра.
Даже в последние месяцы жизни, находясь в больничной палате, превращеной в рабочий кабинет, Савицкий занимался научными описаниями, писал статьи в журналы, письма с очередными просьбами в различные учреждения и к руководству республики, вел переговоры с владельцами по вопросу новых приобретений, решал музейные проблемы.
27 июля 1984 года И. В. Савицкий после продолжительной болезни умер в больнице в Москве. Московские друзья, художники, искусствоведы прощались с ним в Государственном Музее Искусств Народов Востока. Его тело было погребено на нукусском русском кладбище, где установлен памятник: «Гениальному спасителю красоты от благодарных потомков». Но лучшим памятником ему стал созданный им музей.
Когда Игоря Витальевича не стало, его признал весь мир. Его признали как спасителя, который сохранил целую эпоху авангардного искусства и огромный пласт прикладного искусства каракалпаков. О феномене «музея в пустыне» заговорили во всем мире.
Музей, дополненный историческими экспонатами и произведениями декоративно-прикладного искусства, несомненно, является одним из лучших в стране и в Центральной Азии. «Один из лучших музеев мира» — назвали его Ф.Миттеран и А.Гор.
В 2002 году указом Президента Республики Узбекистан И. А. Каримова Савицкий был посмертно награждён одной из высших наград страны — орденом «За выдающиеся заслуги».
Наследие Савицкого составляют 7452 произведения живописи; 25223 графики; 1322 скульптуры; 7562 произведения народно-прикладного искусства; 1902 монеты; 8618 находок археологических исследований.